# Rui Gouveia
Rui Augusto Jardim Gouveia (ur. 17 kwietnia 1975 w Johannesburgu) – portugalski duchowny rzymskokatolicki, biskup pomocniczy Patriarchatu Lizbony od 2025. 

## Życiorys
Święcenia kapłańskie otrzymał 6 lipca 2008 i został inkardynowany do diecezji Setúbal.
10 grudnia 2024 papież Franciszek mianował go biskupem pomocniczym Lizbony, ze stolicą tytularną Aradi. Sakry udzielił mu 16 lutego 2025 w Klasztorze São Vicente de Fora w Lizbonie metropolita lizboński, patriarcha Rui Valério. 